# Städtisches Gas- und Elektrizitätswerk Gernrode

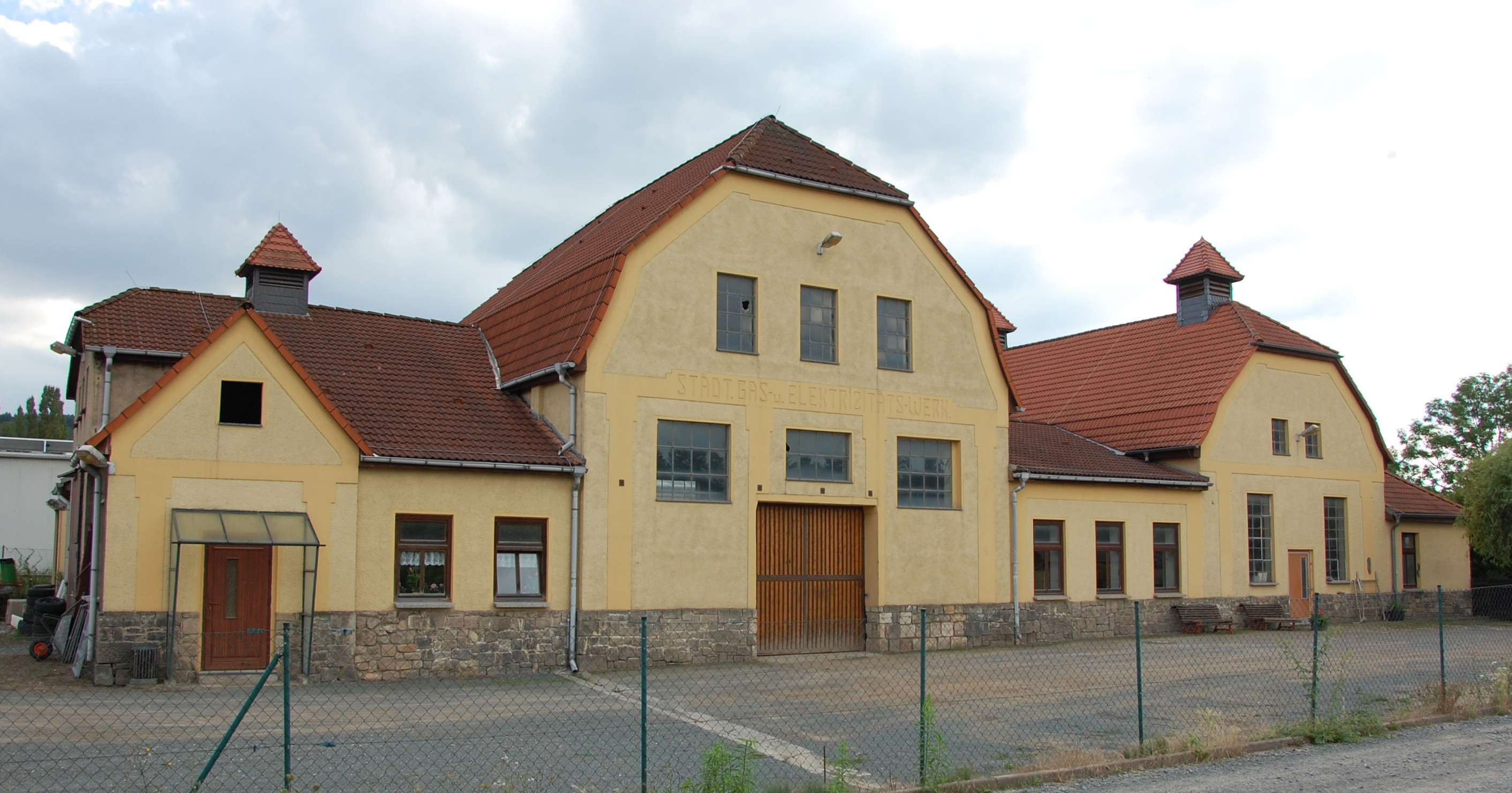
Städtisches Gas- und Elektrizitätswerk Gernrode

Das Städtische Gas- und Elektrizitätswerk Gernrode ist ein denkmalgeschütztes Gebäude im zur Stadt Quedlinburg in Sachsen-Anhalt gehörenden Ortsteil Stadt Gernrode.

## Lage
Das Gebäude des Städtischen Gas- und Elektrizitätswerk Gernrode befindet sich nordöstlich der Gernröder Altstadt auf der Ostseite des Töpferstiegs an dessen Nordende und ist im örtlichen Denkmalverzeichnis als Kraftwerk eingetragen. Etwas weiter nordöstlich befindet sich der Bahnhof Gernrode.

## Architektur und Geschichte
Das Werk entstand im Jahr 1910 und ist in weiten Teilen noch bauzeitlich erhalten. Die Gestaltung erfolgte im Jugendstil, orientierte sich jedoch an der regionalen Bautradition. So sind die einzelnen Gebäudeflügel mit Walmdächern sowie Mansarddächern mit Krüppelwalm bedeckt.
Im Jahr 1920 wurden die städtischen Gas- und Elektrizitätswerke an die Agwea angeschlossen. 1930 erfolgte der Anschluss an Oberlandzentrale Ostharz. 1937 wurde das Werk an die Gasanstalt Betriebsgesellschaft Berlin verpachtet.